# Rhinolophus hilli
Rhinolophus hilli és una espècie de ratpenat de la família dels rinolòfids. Viu a Ruanda. El seu hàbitat natural són els boscos montans humits tropicals. L'amenaça significativa per a la supervivència d'aquesta espècie és la destrucció de l'hàbitat, presumiblement per les operacions de tala i la conversió de terres per a ús agrícola.